# Lista de episódios de Dark Blue
O seguinte artigo é uma lista de episódios da série de televisão Dark Blue, da TNT. A série estreou em 15 de julho de 2009, com a primeira temporada terminando com o seu décimo episódio em 16 de setembro de 2009. Uma nova temporada é aguardada para o dia 4 de agosto com o mesmo número de episódios.

## Resumo da série
| Temporada | Temporada | Episódios | Estréia           | Termina              | Lançamento em DVD | Lançamento em DVD | Lançamento em DVD |
| Temporada | Temporada | Episódios | Estréia           | Termina              | Região 1          | Região 2          | Região 4          |
| --------- | --------- | --------- | ----------------- | -------------------- | ----------------- | ----------------- | ----------------- |
|           | 1         | 10        | 15 de julho, 2009 | 16 de setembro, 2009 | —                 | —                 | —                 |
|           | 2         | 10        | 4 de Agosto, 2010 |                      | —                 | —                 | —                 |

## 1º temporada: 2009
| Nº. Episódio | Título                      | Diretor (es)   | Escritor (es)                  | Exibição Original      | espectadores (milhões) |
| ------------ | --------------------------- | -------------- | ------------------------------ | ---------------------- | ---------------------- |
| 1            | "Pilot"                     | Danny Cannon   | Doug Jung                      | 15 de julho de 2009    | 3.5                    |
| 2            | "Guns, Strippers and Wives" | Danny Cannon   | Rick Eid                       | 22 de julho de 2009    | 3.2                    |
| 3            | "Purity"                    | Jeffrey Hunt   | Doug Jung                      | 29 de julho de 2009    | 2.9                    |
| 4            | "K-Town"                    | Nathan Hope    | Eileen Myers                   | 5 de agosto de 2009    | 2.6                    |
| 5            | "August"                    | Karen Gaviola  | Matt McGuinness                | 12 de agosto de 2009   | 2.6                    |
| 6            | "Ice"                       | Danny Cannon   | Rick Eid                       | 19 de agosto de 2009   | 2.4                    |
| 7            | "O.I.S."                    | Jeffrey Hunt   | Doug Jung                      | 26 de agosto de 2009   | 2.6                    |
| 8            | "Venice Kings"              | Eagle Egilsson | Nicholas Wootton               | 2 de setembro de 2009  | 2.3                    |
| 9            | "Betsy"                     | Dermott Downs  | Matt McGuinness & Eileen Myers | 9 de setembro de 2009  | 2.5                    |
| 10           | "Shot In the Dark"          | Nick Gomez     | Doug Jung & Rick Eid           | 16 de setembro de 2009 | 1.6                    |

## 2º temporada: 2010
A TNT já renovou a série para uma segunda temporada com 10 episódios.